# Lee Archambault

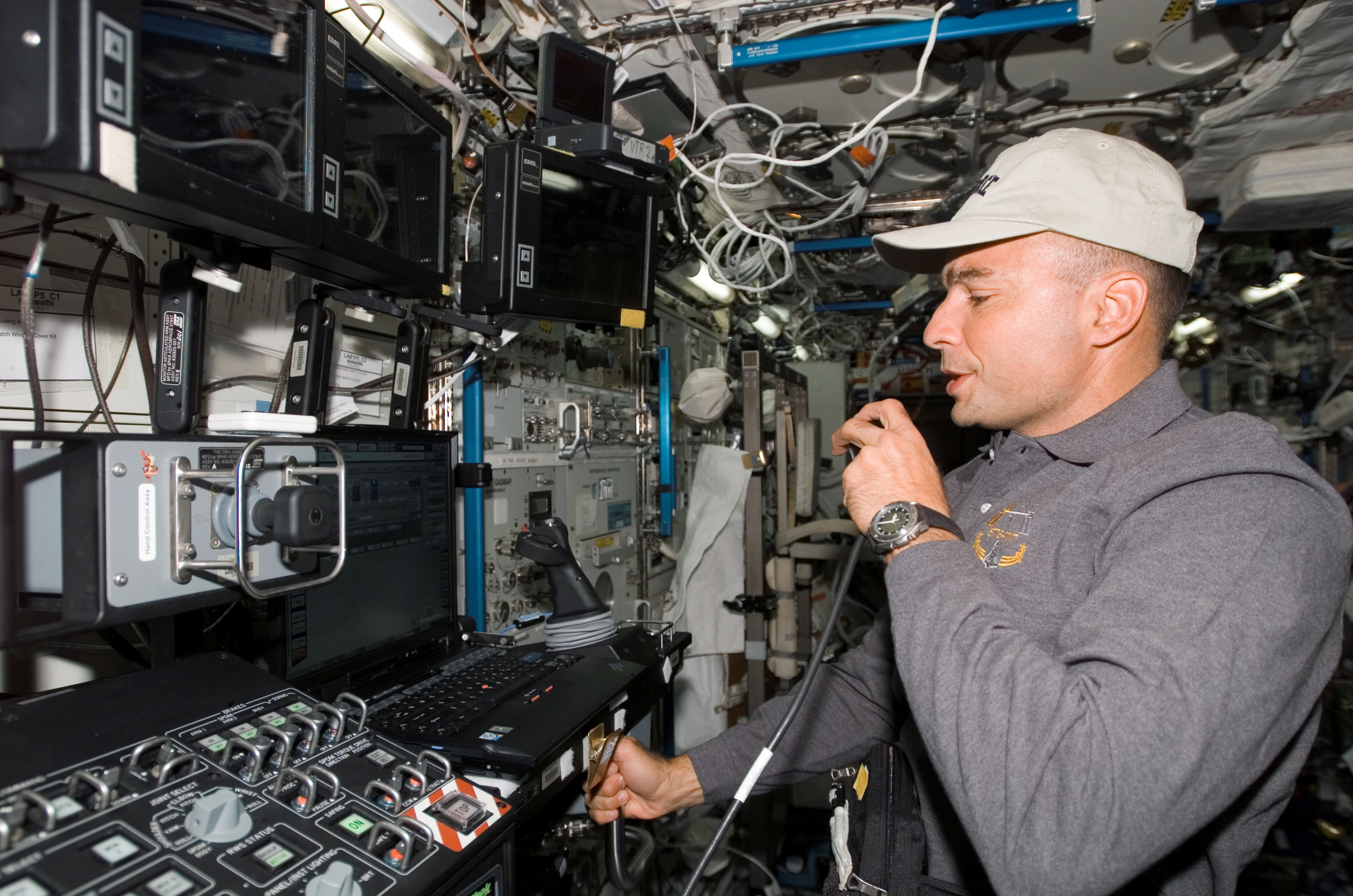
Misja STS-117 – Lee Archambault na pokładzie ISS

Lee Joseph „Bru” Archambault (ur. 25 sierpnia 1960 w Oak Park) – amerykański astronauta, pilot wojskowy, inżynier, pułkownik United States Air Force.

## Wykształcenie i służba wojskowa
- 1978 – ukończył szkołę średnią (Proviso West High School) w Hillside w stanie Illinois.
- 1982 – uzyskał licencjat z inżynierii lotniczej na University of Illinois w Urbana.
- 1984 – uzyskał magisterium w tej samej dziedzinie i na tej samej uczelni.
- 1985–1986 – w styczniu 1985 w stopniu podporucznika rozpoczął służbę w Siłach Powietrznych Stanów Zjednoczonych. Początkowo pełnił ją w bazie lotniczej Lackland w Teksasie. Następnie w bazie Sheppard pod Wichita Falls odbył szkolenie lotnicze dla pilotów samolotów odrzutowych według programu NATO. W kwietniu 1986 otrzymał odznakę pilota wojskowego (Air Force Pilot Badge).
- 1986–1990 – jako pilot samolotu F-111D służył w 27. taktycznym skrzydle myśliwców (27th Tactical Fighter Wing), stacjonującym w bazie Cannon w Nowym Meksyku.
- 1990–1992 – pełnił służbę w bazie Nellis w Nevadzie w 37. taktycznym skrzydle myśliwców (37th Tactical Fighter Wing), będąc pilotem samolotu F-117A. Od listopada 1990 do kwietnia 1991 przebywał w Arabii Saudyjskiej w ramach operacji Pustynna Tarcza (Desert Shield) i Pustynna Burza (Desert Storm). Podczas wojny w Zatoce Perskiej wykonał dwadzieścia dwa loty bojowe samolotem F-117A. Od sierpnia do grudnia 1991 ponownie znajdował się w Arabii Saudyjskiej realizując zadania na rzecz utrzymania pokoju w rejonie Zatoki Perskiej.
- 1992 – został skierowany do bazy Holloman jako pilot-instruktor samolotu F-117A oraz pilot doświadczalny 57. skrzydła US Air Force (57th Wing).
- 1994–1995 – odbył szkolenie w Szkole Pilotów Doświadczalnych Sił Powietrznych (US Air Force Test Pilot School) w bazie Edwards w Kalifornii.
- 1995–1998 – od lipca 1995 służył w 46. skrzydle doświadczalnym (46th Test Wing) w Centrum Badawczym Sił Powietrznych (Air Force Development Test Center) w bazie Eglin na Florydzie. Zajmował się tam testowaniem uzbrojenia wszystkich wersji myśliwca F-16. Do momentu wstąpienia do oddziału astronautów NASA był zastępcą oficera operacyjnego 39. eskadry doświadczalnej (39th Flight Test Squadron).
- 2012 – przeszedł w stan spoczynku w stopniu pułkownika US Air Force.

Jako pilot wylatał ponad 4250 godzin na ponad trzydziestu typach samolotów.

## Praca w NASA i kariera astronauty
- 4 czerwca 1998 – został przyjęty do korpusu astronautów NASA (NASA-17(inne języki)) jako kandydat na pilota wahadłowca.
- 1999 – zakończył szkolenie podstawowe, po którym otrzymał uprawnienia pilota wahadłowca oraz przydział do Biura Astronautów NASA. Pracował w dziale zajmującym się eksploatacją wahadłowców (Shuttle Operations Branch).
- 2001 – został przeniesiony do Działu Wahadłowców (Shuttle Branch), gdzie m.in. pełnił funkcję naziemnego pomocnika astronautów (Astronaut Support Person). W tej roli uczestniczył w procedurach startu i lądowania wahadłowców, prowadzonych przez Centrum Kosmiczne im. Johna F. Kennedy'ego.
- Październik 2004 – został operatorem łączności z astronautami (CapCom).
- 2005 – otrzymał nominację na pilota wyprawy STS-117.
- 2007 – 8 czerwca (czasu UTC) na pokładzie wahadłowca Atlantis wystartował do blisko dwutygodniowej misji STS-117. W październiku został wyznaczony na dowódcę misji STS-119.
- 15–28 marca 2009 – dowodził wyprawą STS-119.
- 2013 – zakończył pracę w NASA.

## Odznaczenia i nagrody
- Distinguished Flying Cross – dwukrotnie
- Defense Meritorious Service Medal
- Meritorious Service Medal – trzykrotnie
- Air Medal – trzykrotnie
- Aerial Achievement Medal – pięciokrotnie
- Air Force Commendation Medal – dwukrotnie
- Air Force Achievement Medal
- Combat Readiness Medal
- National Defense Service Medal
- Southwest Asia Service Medal
- Kuwait Liberation Medal (Kuwejt)
- Wprowadzenie do Panteonu Sławy Proviso West High School
- Universal Astronaut Insignia za lot orbitalny (nr 454) – Stowarzyszenie Uczestników Lotów Kosmicznych (Association of Space Explorers(inne języki))[1]

## Wykaz lotów
| Loty kosmiczne, w których uczestniczył Lee J. Archambault              | Loty kosmiczne, w których uczestniczył Lee J. Archambault | Loty kosmiczne, w których uczestniczył Lee J. Archambault | Loty kosmiczne, w których uczestniczył Lee J. Archambault | Loty kosmiczne, w których uczestniczył Lee J. Archambault | Loty kosmiczne, w których uczestniczył Lee J. Archambault | Loty kosmiczne, w których uczestniczył Lee J. Archambault |
| Nr                                                                     | Data startu                                               | Data lądowania                                            | Statek kosmiczny                                          | Funkcja                                                   | Czas trwania                                              |                                                           |
| ---------------------------------------------------------------------- | --------------------------------------------------------- | --------------------------------------------------------- | --------------------------------------------------------- | --------------------------------------------------------- | --------------------------------------------------------- | --------------------------------------------------------- |
| 1                                                                      | 8 czerwca 2007                                            | 22 czerwca 2007                                           | STS-117 Atlantis F-28                                     | Pilot wahadłowca                                          | 13 dni 20 godzin 11 minut i 34 sekundy.                   |                                                           |
| 2                                                                      | 15 marca 2009                                             | 28 marca 2009                                             | STS-119 Discovery F-36                                    | Dowódca misji                                             | 12 dni 19 godzin 29 minut i 33 sekundy.                   |                                                           |
| Łączny czas spędzony w kosmosie — 26 dni 15 godzin 41 minut i 7 sekund |                                                           |                                                           |                                                           |                                                           |                                                           |                                                           |